# Ilomants härad
Ilomants härad är ett härad i Norra Karelen, tidigare i Kuopio, Norra Karelens respektive Östra Finlands län.
Ytan (landsareal) var 7471,8 km² 1910; häradet hade 31 december 1908 41 285 invånare med en befolkningstäthet av 5,5 inv/km².

## Ingående kommuner
De ingående landskommunerna var 1910 som följer:
- Eno
- Ilomants, finska: Ilomantsi
- Kiihtelys
- Kovero, från 1913 Tuupovaara
- Pälkjärvi
- Tohmajärvi
- Värtsilä

Pyhäselkä avskildes från Kiihtelysvaara 1925.
Efter fortsättningskriget avträddes delar av Ilomants, Pälkjärvi och Värtsilä. Den del av Korpiselkä som fortfarande tillhörde Finland överfördes från Salmis till Ilomants härad och anslöts till Tuupovaara. Den kvarvarande delen av Pälkjärvi uppgick i Tohmajärvi.
Sedan häradsreformen 1996 omfattar häradet endast Ilomants.